# Špičák (Rumburská pahorkatina)
Špičák (německy Spitzberg) je mohutná, k severu vysunutá a částečně zalesněná kupa o nadmořské výšce 544 m. Nachází se asi 2 km na severovýchod od středu Varnsdorfu v Ústeckém kraji.

## Přírodní poměry
Špičák leží v severovýchodním okraji území města Varnsdorf. Přes jeho svahy prochází česko-německá státní hranice a vrch tak přesahuje do saských obcí Seifhennersdorf, Leutersdorf a Großschönau. Vrch náleží ke geomorfologickému celku Šluknovská pahorkatina, jejímu okrsku Rumburská pahorkatina a podokrsku Varnsdorfská pahorkatina. Se svou nadmořskou výškou 544 m je 9. nejvyšším vrcholem Šluknovské pahorkatiny. Po vrcholové části jsou roztroušeny skalní bloky tvořící dva vrcholy oddělené mělkým sedlem. Vyšší severní vrchol dosahuje výšky 544 m a nižší jižní 525 m. Vrch vznikl na zbytku povrchového výlevu čedičové horniny tefritu proraženého znělcem. Podloží dolních částí svahů tvoří střednězrnný václavický granodiorit, který je částečně překryt terciérními písčitými štěrky, písky, jíly a tufity s vložkami diatomitu a s hnědouhelnými slojkami a bazaltoidním tufem. Půdní pokryv tvoří převážně modální mesobazická, modální eutrofní a oglejená kambizem doplněná o modální ranker. Vrch náleží k povodí Mandavy a úmoří Baltského moře. Vrcholová část a svahy směrem na jih a východ jsou zalesněné, dolní části ostatních svahů jsou převážně zemědělsky využívané.

## Stavby
Ke konci 19. století zřídil místní horský spolek na vrcholu dřevěnou vyhlídkovou plošinu. Roku 1898 byla otevřena výletní restaurace se 14 metrů vysokou rozhlednou. Restaurace i rozhledna roku 1905 shořely. Nová restaurace z roku 1906 již neměla věž a vydržela do roku 1915, kdy ji zničil požár. Nová restaurace byla postavena až roku 1930 a v roce 1933 k ní byla přistavěna prosklená vyhlídková věž. Sloužila až do počátku 50. let 20. století, kdy se vrch ocitl v hraničním pásmu. Budova chátrala a po zrušení pásma v polovině 60. let již z restaurace zbyly jen ruiny.

## Turistika a výhledy
K vrcholu vede zeleně značená turistická trasa, která navazuje na německou červenou a českou žlutou trasu. Vrcholová skalka poskytuje rozhled k jihovýchodu (Luž, Hvozd), přes jih (Pěnkavčí vrch, Tolštejn) až k západu (Jedlová, Tanečnice, Kottmar v Německu).

## Galerie

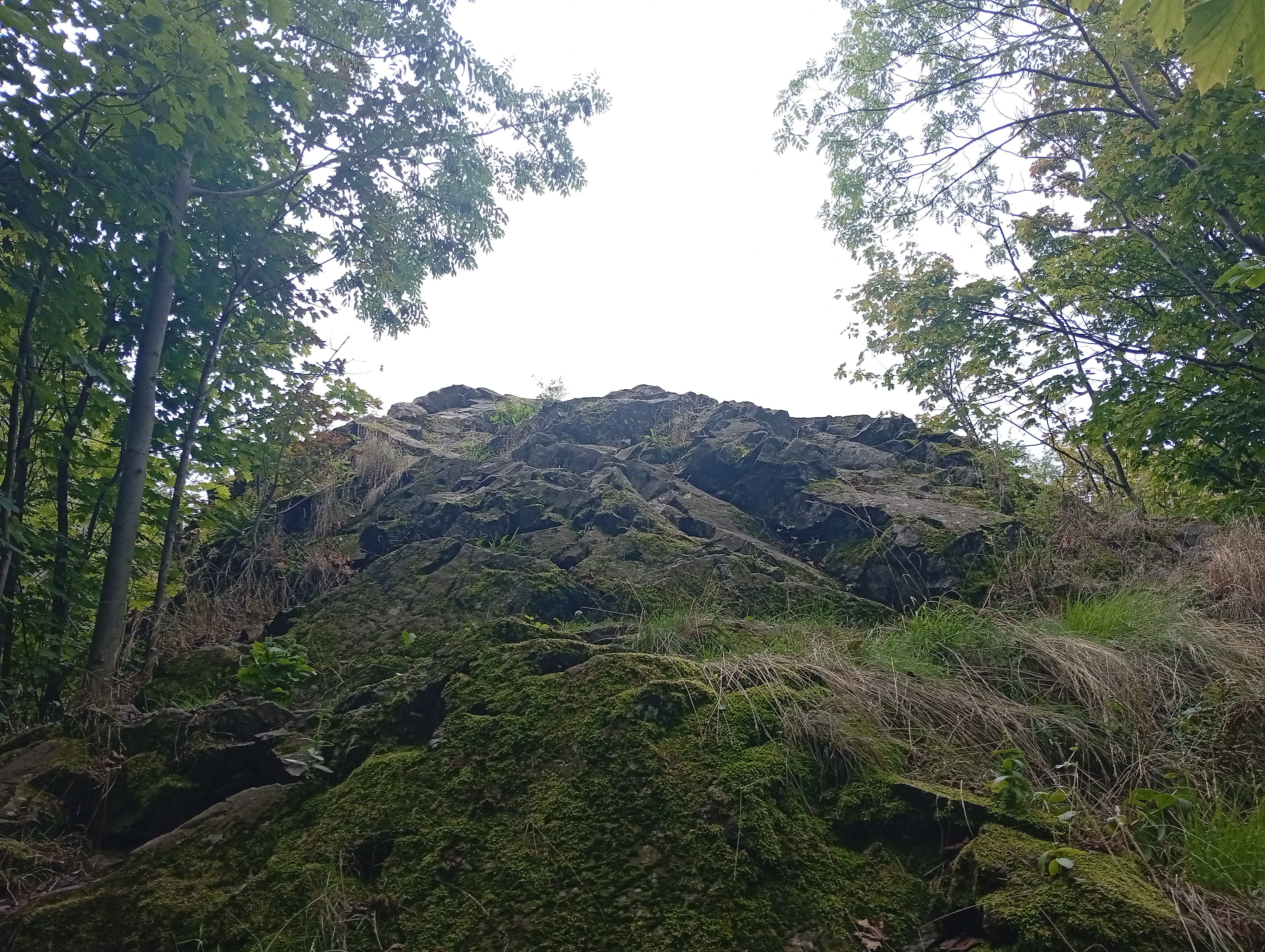
Vrcholové skalisko
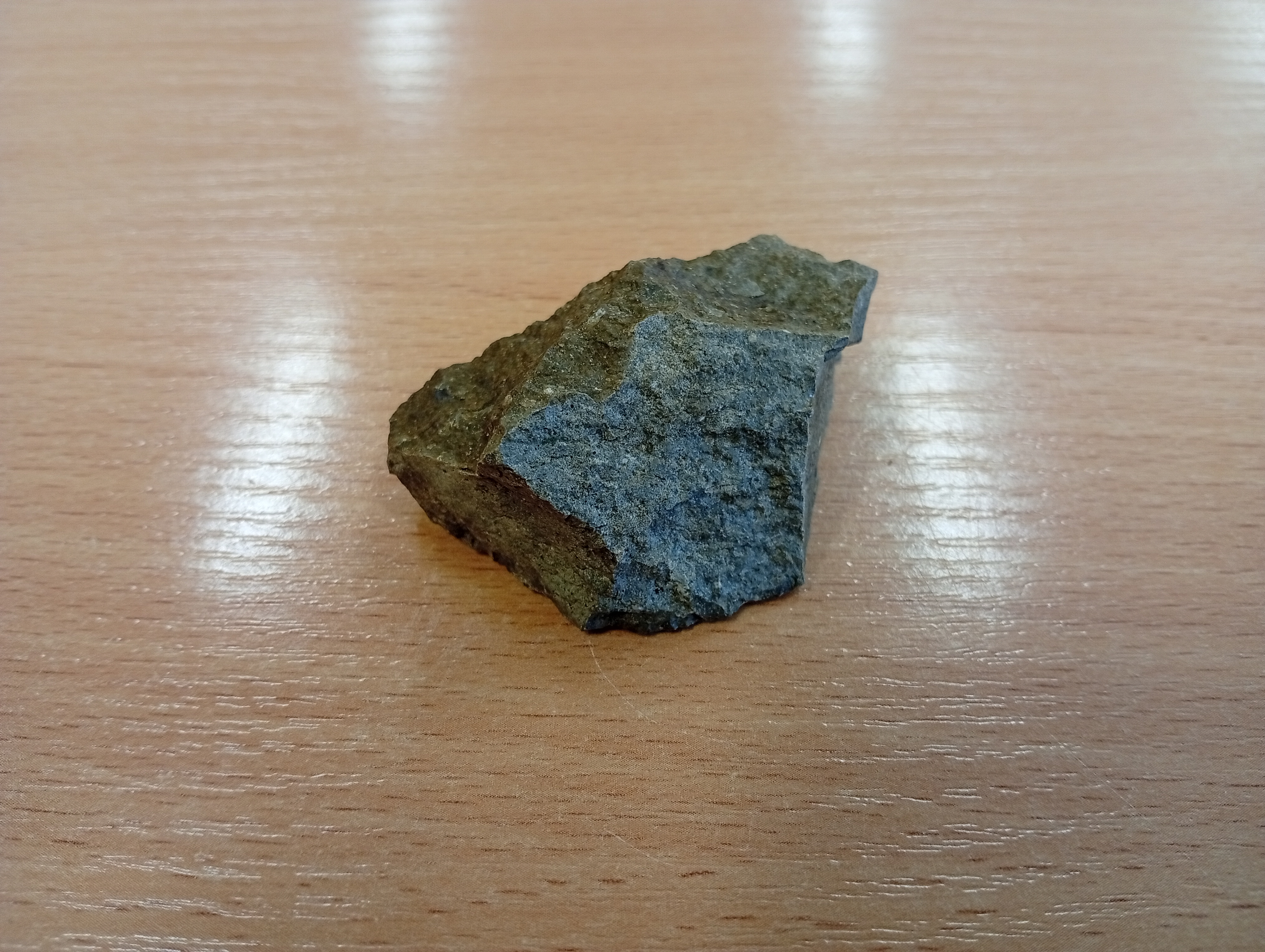
Znělec
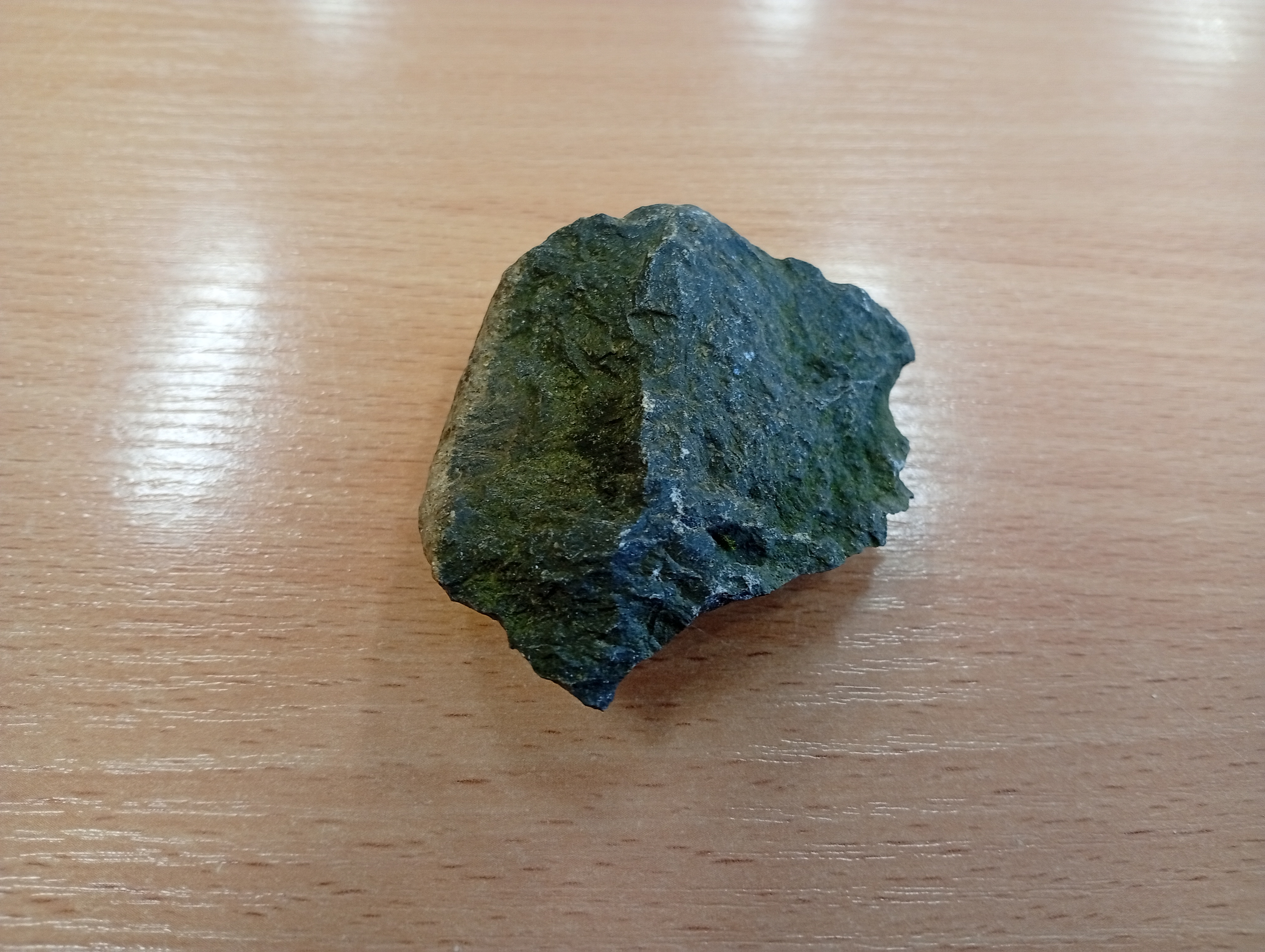
Tefrit